# 未来忍者 慶雲機忍外伝
『未来忍者 慶雲機忍外伝』（みらいにんじゃ けいうんきにんがいでん）は、1988年にオリジナルビデオで発売された特撮時代劇映画作品、および同年にナムコ（現・バンダイナムコエンターテインメント）が発売したアーケード用アクションゲーム。ゲーム版は映画版の原作である。なお、ゲーム版はサブタイトルはつかず、ゲーム名は『未来忍者』。
元々はゲーム版が先に開発開始された。ただし、映画が1988年10月の東京ファンタスティック映画祭参加作品になったので、ゲーム版より先に上映された。そのため、先に公開されたにもかかわらず、映画版タイトルに「外伝」の語句が用いられ、映画とゲームのチラシでは「ゲームの映画化」と銘打たれている。
なお、慶雲は日本で実在した元号であるが、実際の時期は大和時代末期で、作中に登場するような、天守を備えた城郭や武士が登場するはるか以前である。

## 概要
ビデオ版は雨宮慶太の初監督作品。時代劇とメカニックが混在する和風の異世界を舞台に、サイボーグ化された忍者（機忍）白怒火（しらぬい）の戦いを描く。
当初、雨宮はナムコにいた友人と二人で企画をやっていたが、世界観を委ねる監督の候補が挙がらなかったため、内容を熟知している雨宮が名乗りをあげたという。本作での監督業については仕事としては意識しておらず、一生の思い出と考えていたとしている。
雨宮は、VHSビデオ版パッケージ裏面のメッセージで、「『未来忍者』というタイトルはダサい」が、SF映画が西洋文化の王道だった当時「日本の風景を切りとり、日本の役者を使って自分の中のスター・ウォーズなるものを造り上げる」には必要だったと記し、『スター・ウォーズ』シリーズにインスパイアされたことを回想している。また「外伝でない未来忍者を必ず作ると約束します」と、リメイクへの意欲を語っていた。
ゲームのほうは、基本的なゲームシステムこそオーソドックスな横スクロールアクション・シューティングゲームではあったが、スピード感のあふれる構成で、SYSTEM II（同基板3作目）を採用しての回転拡大縮小機能を使った演出を多用、独特な世界観とあいまって独自色を打ち出していた。

## オリジナルビデオ
前述の通り、1988年の東京ファンタスティック映画祭参加作品となったものの、一般の映画館では公開されず、ビデオでの発売となった。

### ストーリー
機械の忍者・機忍の軍団を率いて周辺諸国を侵略する黒鷺軍。対する諏訪部家は三年前の合戦で家中随一の剣豪・飛勇鶴が倒れたことで追い詰められ、もはや最後の希望は黒鷺軍の居城・奇械ヶ城を狙撃できる巨大な機動砲のみ。しかし陣中見舞に向かっていたサキ姫が黒鷺軍によって誘拐されたことで、その望みも絶たれようとしていた。
奇械ヶ城の天守閣では、妖術師・雷鳴法師によってサキ姫を生贄に総大将たる黒鷺復活の儀式が行われつつある。家老・梶原からサキ姫救出の依頼を受けた傭兵・赤城は、飛勇鶴の弟・次郎丸ら精兵を引き連れ、黒鷺軍の飛行機械・気門を奪って奇械ヶ城への潜入を試みるが、機忍たちの猛攻を前に窮地に陥る。彼らを救ったのは、恐るべき強さの謎めいた機忍だった。
奪われた己の肉体を取り戻すべく、奇械ヶ城を目指してひた走るその名を、白怒火。

### 登場人物
- 白怒火（しらぬい）： 横山誠（声：伊藤聡）

黒鷺軍の機忍（サイボーグ忍者）だったが、脱走する。
- サキ姫： 森下恵理（現・Nobori Eri）

黒鷺軍に抵抗する諏訪部軍を率いる姫君。気高く男勝りの性格。
- 赤城（あかぎ）： 河井半兵衛

諏訪部に雇われた凄腕の機忍ハンター。黒鷺軍に捕らえられたサキ姫救出に向かう。
- 次郎丸（じろうまる）： 井田弘樹（現・井田國彦）

諏訪部の若き剣士。兄・飛勇鶴の形見の十字剣を手に赤城に同行する。
- 梶原三太夫（かじわら さんだゆう）： 牧冬吉

サキ姫の忠臣。黒鷺軍の居城・奇械ヶ城を機動砲で狙撃する計画を進める。
- 飛勇鶴（ひゆうかく）： 伊藤聡

諏訪部一の剣士だったが、3年前の戦いで行方不明となる。
- 黒鷺敷波（くろさぎ しきなみ）： 江森正明

異世界から黒鷺軍を指揮する邪悪な精神体。サキ姫を贄に現世への出現を目論む。
- 橡伎（しょうき）： 吉田瑞穂（声：三田弘明）

機忍軍団の侍大将。完全なロボットであり、白怒火をライバル視している。
- 雷鳴法師（らいめいほうし）： 山本昌平

黒鷺に仕える怪僧。機忍の制作者。黒鷺出現を指揮する。

### スタッフ
- 製作総指揮：中村雅哉
- 製作：高木慶治
- プロデューサー：大西邦憲、穴田悟、杉沢康一
- 監督：雨宮慶太
- 原案：北原聡
- 脚本：北原聡、雨宮慶太、田中一
- 撮影監督・スペシャルエフェクトスーパーバイザー：佐川和夫
- 撮影：大根田俊光
- 美術：高橋昭彦（現・井口昭彦）
- 音楽：太田浩一、中潟憲雄
- 操演：小笠原亀（亀甲船）
- キャラクターデザイン：寺田克也
- 造形：レインボー造形・竹谷隆之

### 映像ソフト
- 1988年12月2日にVHSビデオ版が発売。製造･発売元はナムコ、販売はポニーキャニオン。本編73分、ステレオHi-Fi。レーザーディスク版もリリースされた。その後、VHS版はバンダイビジュアル（現・バンダイナムコアーツ。以下同様）から再発売されている[7]。この再版は販売専用で、パッケージ裏面ではバンダイビジュアルは「販売元」と表記され、製作は(株)ナムコ／クラウド、発売元は(株)ギャガ・コミュニケーションズとなっている。
- 2003年10月24日にバンダイビジュアルより、DVDソフトが発売。本編72分＋映像特典20分。

### 備考
- ナムコが提供していたラジオ番組『ラジオはアメリカン』のパーソナリティだった斉藤洋美が、女兵士役として参加している。
- ゲームデザイナー井上純弌は自身のデビュー作である『天羅万象』に対して、本作からあらゆる側面で影響を受けたと公言している[8]。
- 東宝の富山省吾によれば、本作品と同社制作の『超少女REIKO』（1991年）を2本立て上映にするという案もあり、このときの繋がりから『ゴジラvsモスラ』（1992年）でナムコが制作に携わることとなった[9]。

## ゲーム
SYSTEM 86作品の『源平討魔伝』やSYSTEM I作品の『超絶倫人ベラボーマン』と同様の、複数のスプライトを重ね合わせることで多関節キャラクターを表現する映像表現を回転拡大縮小機能によって実装。他にも高速スクロールなど、システム IIの特長を活かしたゲーム構成となっており、それに忍者とサイボーグなど近未来サイバーパンク的世界観を融合させた設定をもつゲームである。
同時期（1980年代後半）までには忍者をモチーフとしたゲーム作品も多く複数のメーカーからリリースされており、中には『ニンジャウォーリアーズ』（タイトー・1987年）などのサイバーパンク的設定と忍者を組み合わせた作品もみられ、その意味では本作品もそう目新しい設定でもなかった。ただ、世界観全体が架空の「近未来でありながら日本の戦国時代的要素を多分に盛り込んだ世界」であり、その意味では日本美術を意識した映像が独特だった。
家庭用移植は行われていなかったが、2021年にアーケードアーカイブスの1作品としてPlayStation 4版とNintendo Switch版が配信。

### ゲームシステム
基本的に横任意スクロールだが、ジャンプやエレベーターである程度上下にもスクロールし、プレーヤーは高速で移動することができる機忍「白怒火」を操作するため、機敏な操作を必要とする。基本武器は連射可能な手裏剣と接近戦用の刀で、敵の攻撃を受けたり接触するとライフ制でダメージを受け、ライフがなくなるとゲームオーバーになる。
所定の場所にアイテムとして珠があり、これを取ることでパワーアップしたり体力回復、あるいは一定時間無敵や敵全滅など、所定の効果が現れる。

### 移植版
| No. | タイトル | 発売日         | 対応機種                      | 開発元 | 発売元     | メディア                              |
| --- | -------- | -------------- | ----------------------------- | ------ | ---------- | ------------------------------------- |
| 1   | 未来忍者 | 2021年12月16日 | PlayStation 4 Nintendo Switch | ナムコ | ハムスター | ダウンロード (アーケードアーカイブス) |

## 関連作品
- 『ゼイラム』 - 1991年公開の雨宮慶太監督作品。本作の続編を企画していたが形にならず、低予算の中で出来る作品として再考して製作された[6]。